# Fröken B
Ulrika Verna Marika Broberg, med artistnamnet Fröken B, född 27 maj 1982, är en svensk hiphopartist.
Fröken B har varit del av den svenska hiphop-scenen sedan tidigt 2000-tal och har släppt musik och spelat runt om i Sverige. Hon är uppvuxen i Ulricehamn, med en mellanlandning i Linköping, sedan bosatt i Göteborg och nu Värnamo. Sedan 2006 är hon mest aktiv i hiphop- och soulmusik-duon Silversystrar, tillsammans med Meldeah (Miah Jarnevi). Fröken B är främst känd för sina välskrivna texter.

## Diskografi
- 2016 – Hjärta (12"/EP)
- 2013 – Fröken B-sidor (12"/EP)
- 2009 – Fröken (MP3/Singel)
- 2006 – Poesi för de mina (CD/EP)
- 2003 – DagboksRap (CD/EP)

Med Silversystrar
- 2011 – Mellan rim och rådlöshet (CD)
- 2010 – Toppen utav pallen (MP3/Singel)
- 2010 – Swagger (MP3/Singel)
- 2009 – Under samma sol (MP3/Singel)
- 2009 – 2006 mixtape 2008 (CD/Mixtape)
- 2007 – Skitiga stämband, såriga sneaks (CD/EP)
- 2006 – Tala är silver, tiga är bull (CD/EP)